# Rrröööaaarrr
Rrröööaaarrr är det kanadensiska thrash metal-bandet Voivods andra studioalbum, utgivet 1986.

## Låtförteckning
1. "Korgüll the Exterminator" – 4:57
2. "Fuck Off and Die" – 3:37
3. "Slaughter in a Grave" – 4:07
4. "Ripping Headaches" – 3:14
5. "Horror" – 4:13
6. "Thrashing Rage" – 4:35
7. "The Helldriver" – 3:45
8. "Build Your Weapons" – 4:46
9. "To the Death" – 5:12

## Musiker
- Snake (Denis Bélanger) – sång
- Piggy (Denis D'Amour) – gitarr
- Blacky (Jean-Yves Thériault) – elbas
- Away (Michel Langevin) – trummor